# Зелений (Кетовський район)
Зеле́ний (рос. Зелёный) — селище у складі Кетовського району Курганської області, Росія. Входить до складу Іковської сільської ради.
Населення — 113 осіб (2010, 88 у 2002).